# Sophie Blondy
Pour les articles homonymes, voir Blondy.
Sophie Blondy est une scénariste, réalisatrice et actrice française.

## Biographie
Ancienne danseuse chez Maurice Béjart, à l'école Mudra, Sophie Blondy réalise ensuite des documentaires diffusés sur France 5. 
Elle écrit le scénario de son premier long-métrage, Elle et lui au 14e étage, qu'elle tourne à Amiens.

## Filmographie

### Scénariste
- 2000 : Elle et lui au 14e étage.
- 2015 : L'Étoile du jour avec Denis Lavant, Béatrice Dalle, Iggy Pop[1]

### Actrice
- 1986 : L'Amour braque d'Andrzej Żuławski
- 1986 : Paulette, la pauvre petite milliardaire de Claude Confortès
- 1986 : La Femme secrète de Sébastien Grall.
- 1995 : Le Garçon sur la colline de Dominique Baron : Yolaine Bisson.
- 2000 : Elle et lui au 14e étage : Babeth.
- 2002 : Mes parents de Rémi Lange : La propriétaire de l'appartement.
- 2008 : Devotee de Rémi Lange : La mère d'Hervé.
- 2009 : Partir de Rémi Lange avec Jean-Jacques Debout : Rose Blanchard.
- 2014 : Le Chanteur de Rémi Lange

### Réalisatrice

#### Documentaires / Portraits
- 1992 : L'Accordéoniste, diffusion Canal +
- 1992 : Les Enfants acteurs, 26 min
- 1994 : Des enfants de Paris, 30 min
- 1996 : Vivre & travailler, portraits 26 min
- 1997 : La Cité des éboueurs, 26 min
- La nuova vita, 26 min
- Love & Transmission, 20 min
- Tell Me Iggy, 52 min

#### Longs métrages
- 2000 : Elle et lui au 14e étage, avec Guillaume Depardieu, Paul Tang.

- 2004 : L'Homme que j'attends, avec Manuel Blanc et Rémi Lange.

- 2013 / sortie salles 2016 : L'Étoile du jour, avec Denis Lavant, Iggy Pop, Natacha Régnier, Tchéky Karyo, Béatrice Dalle, Bruno Putzulu[2].

## Distinctions
- Lauréate d'Émergence[Quoi ?].